# Vùng Trung tâm, Singapore
Vùng Trung tâm là một trong năm vùng của thành phố-quốc gia Singapore và là vùng đô thị chính bao bọc khu Trung Hoàn. Với diện tích 13.150 hectare đất , Vùng Trung tâm bao gồm 11 khu quy hoạch trong khu Trung Hoàn cũng như 11 khu quy hoạch khác ở bên ngoài Trung Hoàn.
Mặc dù Trung Hoàn chủ yếu là khu thương mại, đặc biệt là khu vực Downtown Core, nó chứa 335.400 đơn vị nhà ở dân sinh gồm nhiều loại hình khác nhau, từ các căn hộ HDB tới các dạng khác như bungalow, một biểu tượng cho sự giàu sang vì nhà đất khu vực này cực kỳ đắt đỏ. Ở đây cũng có 1.000 hectare không gian xanh, bao gồm công viên, vườn và các khu giải trí được liên kết bởi 19 điểm kết nối công viên, được xây dựng với mục đích tăng tính thẩm mỹ và mang lại cảm giác dễ chịu cho cư dân nơi đây.

## Chiến lược quy hoạch

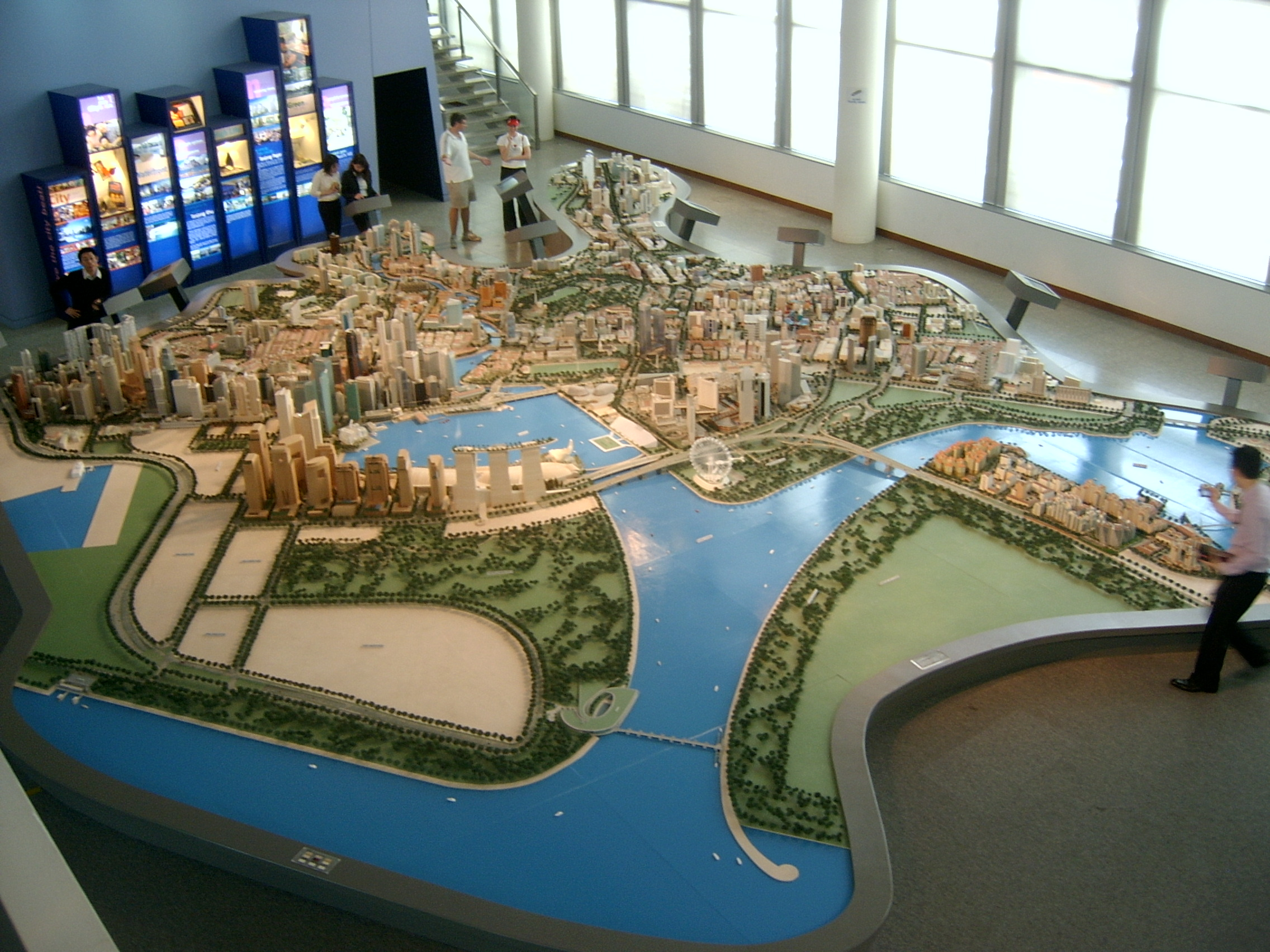
Một sa bàn được trưng bày tại phòng triển lãm của Cục tái kiến đô thị.

Nhiều yếu tố được đề cập trong Đề án tổng thể năm 2003 của Cục tái kiến đô thị (URA Master Plan 2003) cho Vùng Trung tâm có việc phát huy thế mạnh sẵn có của vùng. Bên cạnh việc hiển nhiên là vùng lõi của hoạt động thương mại và giải trí cho cả thành phố, nhiều quận của vùng còn mang đậm giá trị lịch sử, với nhiều dạng thức nhà ở, cơ sở giáo dục và hoạt động cộng đồng. Có nhà cửa san sát nhưng Vùng Trung tâm vẫn có nhiều và đa dạng công viên, không gian mở, và các khu vực vui chơi, giải trí. Nơi đây còn có hệ thống giao thông thông suốt với hệ thống đường bộ và đường sắt mở rộng nối Vùng Trung tâm với những vùng khác của Singapore, thêm vào đó, các hải cảng khu vực này cũng góp phần cho hoạt động giao thương giữa Singapore và thế giới.
Ngoài ra, Cục tái kiến đô thị còn vạch thêm nhiều kế hoạch để phát huy thêm thế mạnh của Vùng Trung tâm. Cục đã giới thiệu nhiều loại hình nhà ở cho vùng này, đặc biệt ở khu Downtown Core, khu vực chỉ chú trọng phát triển thương mại trong nhiều thập kỷ. Chính quyền cũng có kế hoạch nâng cấp công sở và mạng lưới giao thông để phục vụ nhu cầu của dân cư với dân số đang tăng cao nơi đây.
Ở khía cạnh thương mại, nhiều chính sách được soạn ra để phát triển khu New Downtown@Marina Bay thành nơi hoạt động kinh doanh thịnh vượng bên cạnh quận kinh doanh trung tâm hiện tại. Để khuyến khích sử dụng đất linh hoạt hơn, các khu kinh doanh mới và khu trắng được đưa vào quy hoạch. Tiểu khu Vĩ Nhất (one-north) và công viên y khoa trong khuôn viên Bệnh viện đa khoa Singapore ở khu quy hoạch Outram, Singapore mới được thành lập để tập trung cho các hoạt động thương mại và nghiên cứu.
Về hoạt động vui chơi giải trí, nhiều điểm kết nối công viên đã được tạo ra để nối kết công viên mới với các công viên đang hiện hữu trong vùng. Cơ sở vật chất phục vụ cho hoạt động thể thao cũng được xây mới hoặc nâng cấp mà ví dụ điển hình là Trung tâm thể thao Kallang.

## Khu quy hoạch
- Bích Sơn (Bishan)
- Bukit Merah
- Bukit Timah
- Trung Hoàn
- Geylang
- Kallang
- Marine Parade
- Novena
- Queenstown
- Đông Lăng (Tanglin)
- Toa Payoh